# Bahnhof Zürich Altstetten

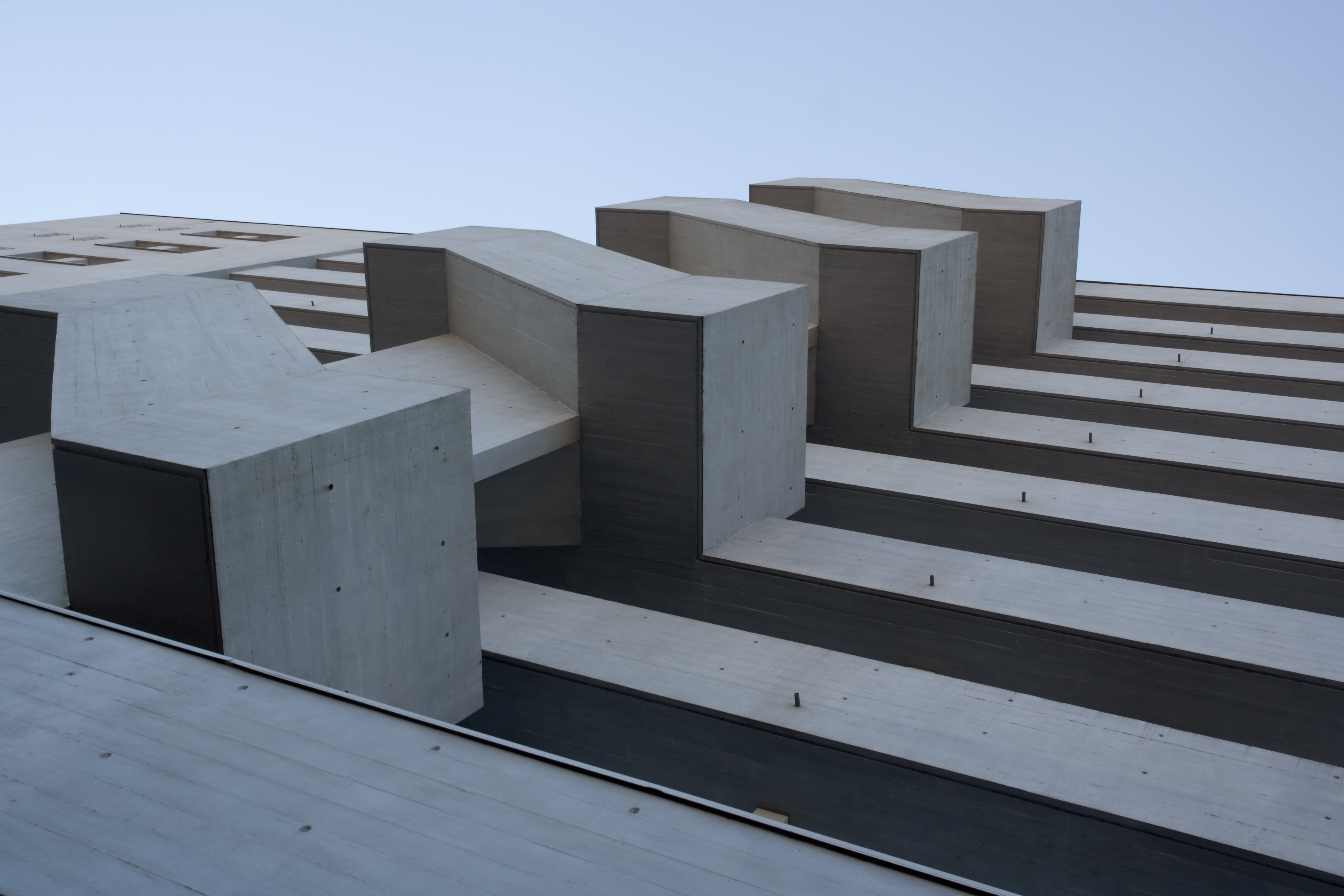
Ein Treppenhaus als Skulptur (2006)

Der Bahnhof Zürich Altstetten ist eine der 13 SBB-Stationen auf dem Gebiet der Stadt Zürich und liegt im gleichnamigen Quartier Altstetten.

## Geschichte
Die erste Bahnstation wurde in der damals noch selbstständigen Gemeinde Altstetten (1934 eingemeindet) am 9. August 1847 anlässlich der Eröffnung der ersten Eisenbahnstrecke der Schweiz in Betrieb genommen (Spanisch-Brötli-Bahn Zürich – Baden). Am 1. Juni 1864 wurde die Ämtlerlinie Zürich – Zug über das Knonauer Amt eröffnet. Mit der Eröffnung des Zimmerbergtunnels als Teil der Gotthardzufahrt Zürich – Thalwil – Zug – Arth-Goldau wurde am 1. Juni 1897 die Verbindungslinie Wiedikon – Altstetten eröffnet.
In den 1960ern erfasste der beschlossene Bau des Rangierbahnhofs Limmattal (RBL), die Auslagerung des Güterumschlags aus dem Stadtgebiet hinaus und die damit verbundenen Ausbauten im Limmattal, auch Altstetten. Östlich des RBL entstanden zwischen Dietikon und Altstetten ein drittes und viertes Streckengleis. Von Altstetten aus konnten Güterzüge den Hauptbahnhof nur über die Verbindungslinie nach Zürich Wiedikon umfahren, mit Inbetriebnahme der Käferberglinie am 1. Juni 1969 wurde schliesslich auch die eingleisige Verbindung nach Zürich Oerlikon ermöglicht.

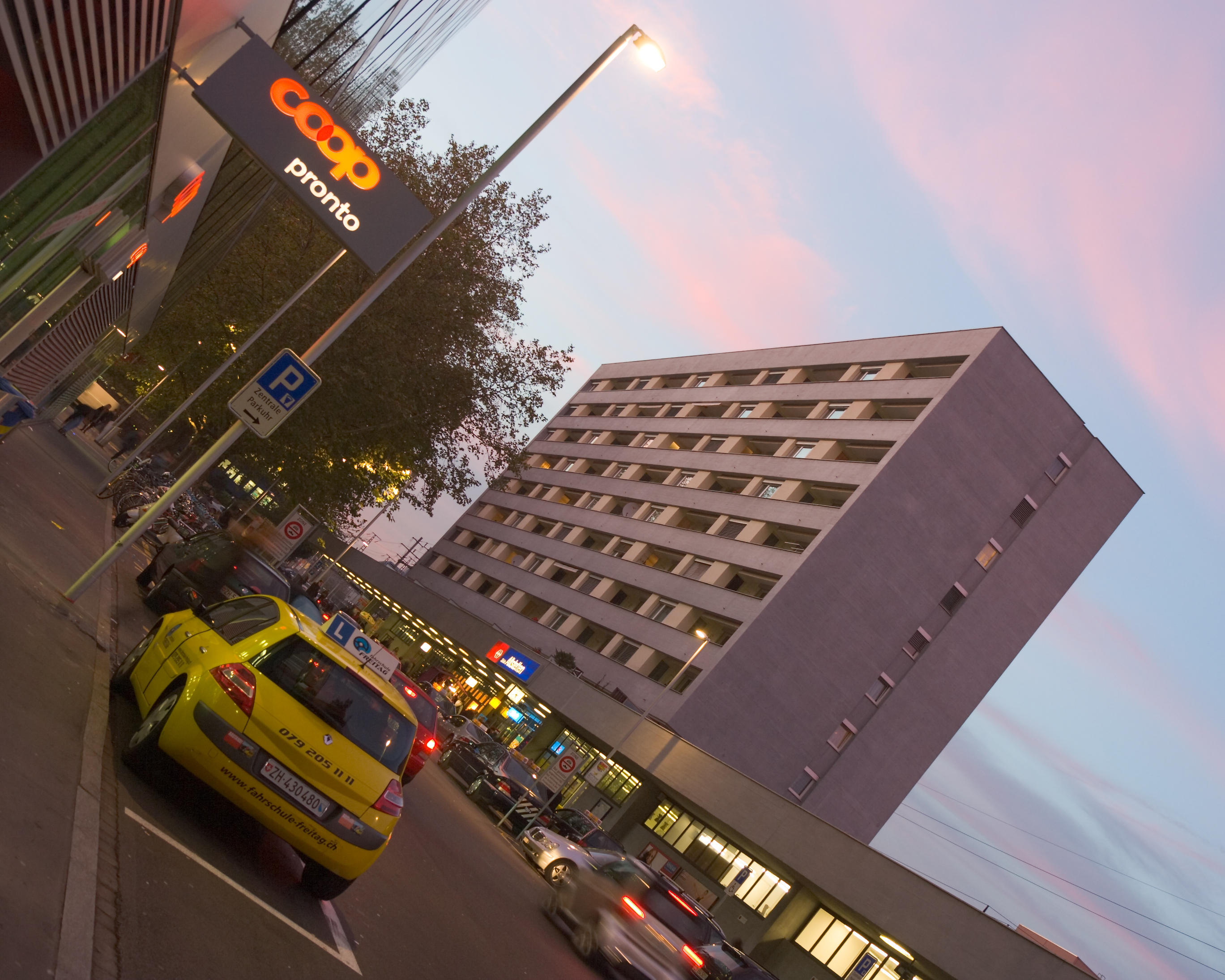
Abendrot über dem Bahnhofsgebäude (2006)

Mit der Inbetriebnahme der S-Bahn Zürich am 2. Mai 1990 wurde die zweite Doppelspur zwischen Altstetten und Hardbrücke in Betrieb genommen. Im Regelbetrieb benutzen seither S-Bahn-Züge in Altstetten Gleis 3 und 4 (südliche Doppelspur) und wechseln zwischen Altstetten und Hardbrücke via Überwurfbauwerk über die Fernverkehrsgleise (in Altstetten Gleis 6 und 7, nördliche Doppelspur) an den nördlichen Rand des Gleisfelds.

## Gebäude
Das erste Gebäude wurde anlässlich der Eröffnung der Linie nach Baden 1847 durch die SNB erstellt. Bereits 1864 wurde durch die NOB ein neues Bahnhofgebäude errichtet; durch die Einführung der Linie von Zug her entstand ein Keilbahnhof. Er wurde nach den Bauplänen von Jakob Friedrich Wanner, der auch den damaligen Hauptbahnhof entwarf, auf bestehenden Mauerteilen des Mittelbaus des alten Bahnhofs gebaut und zur Eröffnung der Linie nach Zug fertiggestellt. Das alte Bahnhofgebäude von 1847 befand sich vor der südöstlichen Ecke der Schnellguthalle, dort wo sich heute der nordwestliche Weichenkopf des Bahnhofes befindet. Das neue Bahnhofsgebäude von 1864 kam in Insellage zu liegen. Die beiden Streckenäste des Keilbahnhofes wurden beim Bau des heutigen Bahnhofes nicht verlegt.

Bahnhofsgebäude von Max Vogt im Jahr 1969

Zusammen mit der Käferberglinie und dem Bau des Schnellgutbahnhofs Mülligen wurde in den 1960ern die gesamte Bahnanlage umgebaut, und der Bahnhof erhielt mit dem dritten Bahnhofsgebäude sein heutiges Erscheinungsbild.
Das heutige Bahnhofsgebäude ist mit seinen zehn Geschossen eines der wenigen Hochhäuser in Zürich. Erbaut wurde es 1966 von den SBB respektive dem Chefarchitekten der Kreisdirektion III, Max Vogt. Der Bau ist in Sichtbeton gehalten.
Das Erdgeschoss beherbergt neben dem SBB-Schalter einen Kiosk, einen Imbiss und andere Geschäftslokale, in den Obergeschossen befinden sich Wohnungen. Der heutige Bahnhof ist aus architektonischer Sicht eine der wichtigsten Bauten der SBB und mit ein Grund, weshalb diese 2005 den Wakkerpreis für eine hochstehende Baukultur erhalten haben.
Vor dem Bahnhof befindet sich ein grösserer Platz, welcher kürzlich umgestaltet wurde. Vier grosse Platanen grenzen den Bahnhof gegen den Platz ab und spenden im Sommer den Wartenden Schatten.
Der Bahnhof Altstetten gewann die «Auszeichnung für gute Bauten» der Stadt Zürich, wie ein Schild bei der Ticketverkaufsstelle erwähnt.

## Gleisführung
Der Bahnhof ist seit dem in den 1960er Jahren erfolgten Umbau nicht mehr als Keilbahnhof, sondern als Durchgangsbahnhof mit 7 Gleisen ausgebildet. Nur die Gleise 2, 3, 4, 6 und 7 haben einen Normbahnsteig; Gleis 5 ist ein reines Durchfahrgleis, das vor allem von über die Käferberglinie verkehrenden Güterzügen genutzt wird. Das Gleis 1 dagegen ist im sogenannten Hausperron eingelassen, der am Bahnhofsgebäude liegt und den Normbahnsteig zu Gleis 2 bildet. Das als Strassengleis ausgebildete Gleis 1 ist daher im Regelbetrieb nie genutzt worden, weshalb es bei den 2018 begonnenen Bauarbeiten auch ersatzlos aufgehoben wurde.

## Eröffnungsdaten der Strecken

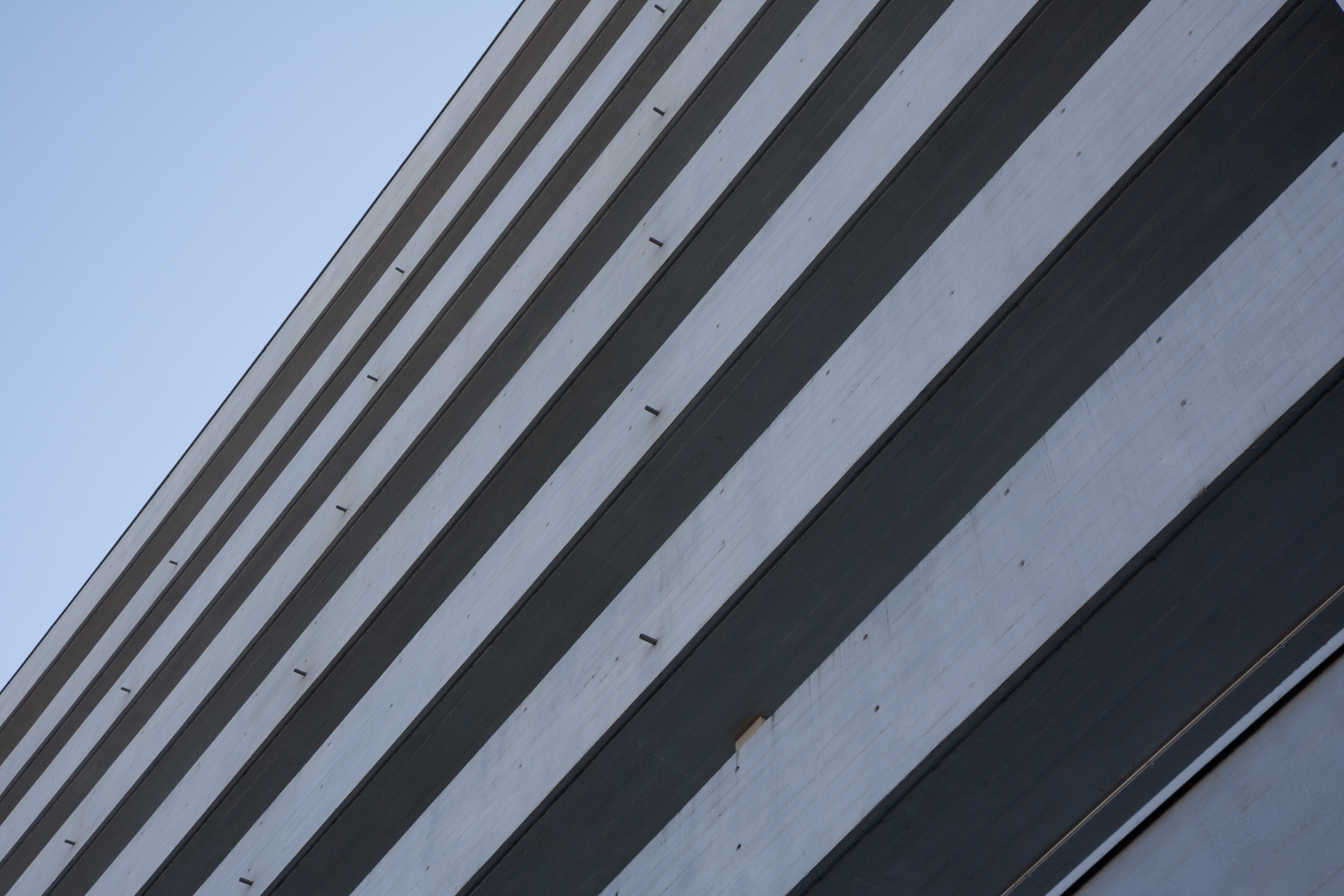
Minimalistische Architektur mit strenger Aussage (2006)

- 9. August 1847 Zürich – Baden durch die Schweizerische Nordbahn (SNB)
- 1. Juni 1864 Altstetten – Zug durch die Zürich-Zug-Luzern-Bahn (ZZL)
- 1. Juni 1897 Altstetten – Zürich Wiedikon durch die Schweizerische Nordostbahn (NOB)
- 1967 Bau des Schnellgutbahnhofs Zürich Mülligen (Beginn des 4-spurigen Ausbaus Altstetten – Dietikon)
- 1. Juni 1969 Zürich Altstetten – Zürich Oerlikon durch die SBB (Käferberglinie)
- 2. Mai 1990 Zürich Altstetten – Zürich Hardbrücke durch die SBB (S-Bahn Zürich, zweite Doppelspur)

### Weitere Daten zu den Strecken
- 1861 Doppelspur Zürich – Turgi
- 21. Januar 1925 Elektrifikation Zürich – Olten
- 1. März 1927 Doppelspur und Elektrifikation Altstetten – Zürich Wiedikon
- 15. Oktober 1932 Elektrifikation Altstetten – Zug
- 5. November 1967 Drittes Gleis Zürich Altstetten – Schlieren
- 1. Dezember 1974 Viertes Gleis Zürich Altstetten – Schlieren
- 29. Juni 2004 Fünftes Einfahrgleis nach Zürich HB[1]
- 26. Oktober 2015 Letzigrabenbrücke bildet das sechste Streckengleis zwischen Zürich Altstetten und Zürich HB

### Distanzen zu den nächstgelegenen Stationen
- Zürich Hauptbahnhof (4100 m)
- Schlieren (3330 m)
- Urdorf (4400 m)
- Zürich Wiedikon (4040 m)
- Zürich Oerlikon (5400 m)
- Zürich Hardbrücke (2250 m)
- Zürich Güterbahnhof (2070 m)
- Zürich Mülligen (940 m)

## Zughalte

### Fernverkehr
Der Bahnhof Zürich Altstetten wird von zwei InterRegio-Linien bedient.
- 35 Bern – Burgdorf – Olten – Zürich HB – Chur  FS  (Aare Linth)
- 36 Basel SBB – Brugg AG – Zürich HB (– Zürich Flughafen)

Die SBB planten, ab Dezember 2015 zudem zwei InterCity-Entlastungszüge Zürich–Bern in Zürich Altstetten halten zu lassen. Das Bundesamt für Verkehr BAV verweigerte jedoch die erforderliche Bewilligung.

### S-Bahn Zürich
Seit Einführung der S-Bahn Zürich sind die S-Bahn-Züge die Hauptverkehrsträger im Bahnhof Zürich Altstetten.
- S 5 Zug – Affoltern a. A. – Zürich HB – Uster – Pfäffikon SZ
- S 11 Aarau – Lenzburg – Dietikon – Zürich HB – Stettbach – Winterthur – Seuzach/Sennhof-Kyburg (– Wila)
- S 12 Brugg – Altstetten – Zürich HB – Stettbach – Winterthur – Schaffhausen/Wil
- S 14 Affoltern a. A. – Altstetten – Zürich HB – Oerlikon – Wallisellen – Hinwil
- S 19 (Koblenz – Baden –) Dietikon – Zürich HB – Wallisellen – Effretikon (– Pfäffikon ZH)
- S 42 (Zürich HB – Dietikon – Wohlen – Muri) Verkehrt nur in Hauptverkehrszeiten.

Alle Linien verkehren grundsätzlich täglich und ganztägig im Halbstundentakt (mit ändernden Endpunkten), einzig die S 14  verkehrt jeweils nur bis 20:30 Uhr weiter in Richtung Affoltern am Albis und die S 19  nur werktags.

#### Nachtnetz
Zudem verkehren an den Wochenendnächten folgende Nacht-S-Bahnen:
- SN1 Aarau – Wildegg – Brugg – Dietikon – Zürich HB – Stettbach – Winterthur
- SN5 Knonau – Zürich HB – Uster – Pfäffikon SZ
- SN11 Olten – Aarau – Mellingen Heitersberg – Dietikon – Zürich HB – Stettbach – Winterthur

## Betriebliches

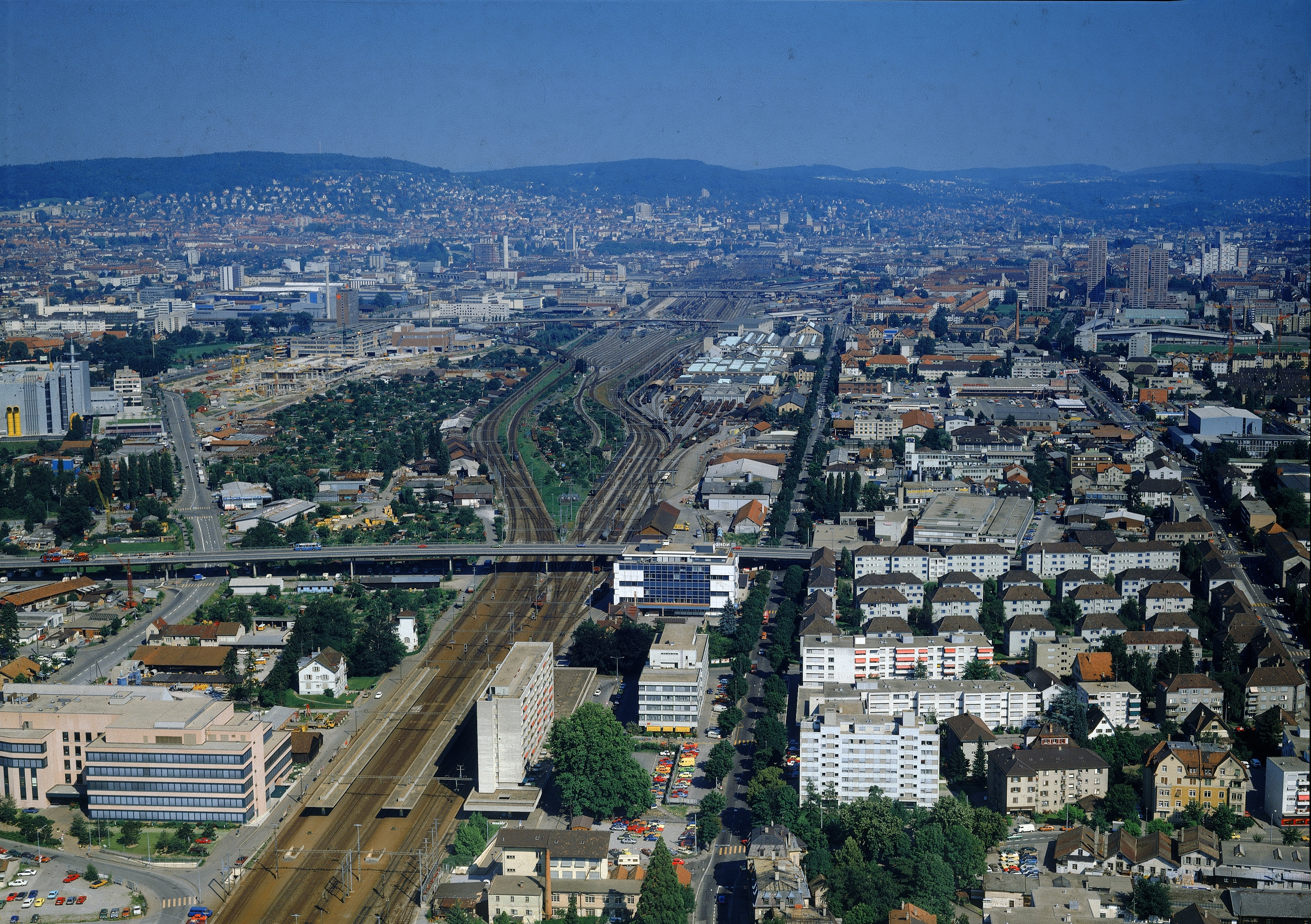
Luftbild 1979

Im Bahnhofsgebäude befand sich bis Herbst 2011 die Fernsteuerzentrale (FstZ) Altstetten, welche für die Fernsteuerung der Strecken Altstetten – Turgi und Altstetten – Steinhausen zuständig war. Seit Herbst 2011 wird dieser Sektor inkl. Bahnhof Zürich Altstetten vom BZ Ost im Flughafen Zürich aus ferngesteuert.
In den Sommermonaten war es bis 2007 möglich, Autos auf die saisonalen Autoreisezüge zu verladen, welche von Zürich Altstetten aus in Richtung Italien verkehren. Früher gab es auch entsprechende Verbindungen nach Frankreich (Narbonne). Es handelt sich hierbei um den einzigen kommerziellen Autoverlad im Schweizer Mittelland und seit einiger Zeit – von den Tunnel-Autoverladen abgesehen – sogar um den schweizweit letzten Autoverlad. Der Fahrplan 2007 war der letzte mit Autoreisezügen ab und nach der Schweiz.
Gleich nach dem Bahnhof in Richtung Hauptbahnhof befindet sich auf der südlichen Seite die ehemalige Hauptwerkstätte Zürich. Sie bildet nun zusammen mit der auf der nördlichen Seite gelegenen Unterhaltsanlage Herdern den Service-Standort Zürich.
Westlich des Personenbahnhofes befindet sich der ehemalige Schnellgutbahnhof Altstetten, der heute noch unter der Bezeichnung Rangieranlage Zürich Mülligen als kleiner Rangierbahnhof benützt wird. Zwischen Zürich Altstetten und Zürich HB befindet sich das Gebiet des sogenannten Zürcher Vorbahnhofs mit dem ehemaligen Zürcher Rangierbahnhof und diversen Abstell- und Unterhaltsanlagen.

## Bahnhofplätze

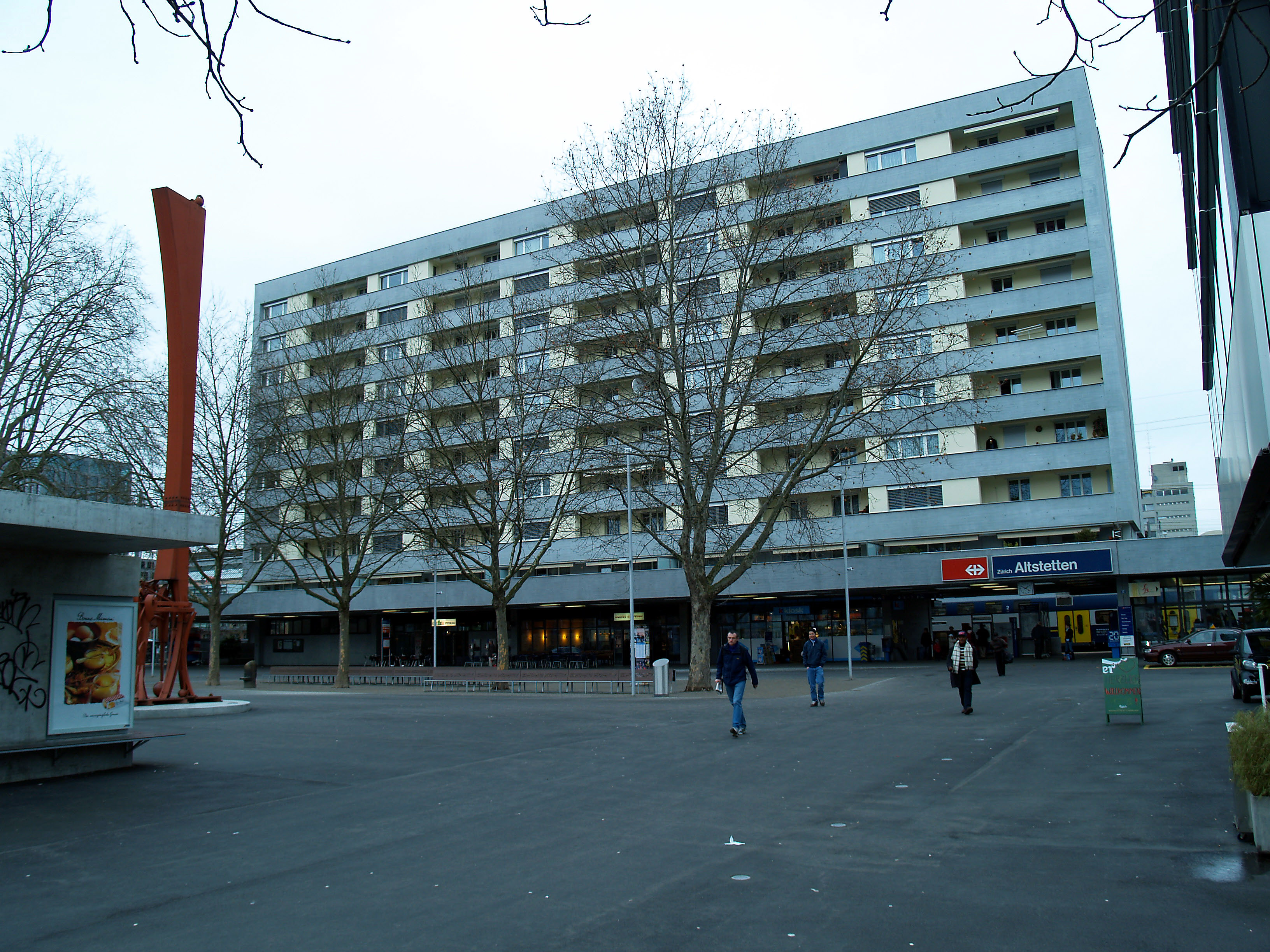
Das Bahnhofsgebäude mit Altstetterplatz auf der Südseite (2006)

### Altstetterplatz
Ende 2005 wurde der neugestaltete Altstetterplatz auf der Südseite des Bahnhofs eröffnet. Die Personenströme wurden durch die neue offene Gestaltung wesentlich verbessert. Zusätzlich bekam der Platz eine lange Buswartehalle aus Beton. Diese nimmt die architektonische Sprache des Bahnhofsgebäudes aus dem Jahr 1968, auf der anderen Seite des Platzes, der heutigen Zeit angepasst auf.

### Vulkanplatz
Auf der Nordseite des Bahnhofs entstand um 2011 ein neuer Stadtplatz mit der Wendeschleife für das geplante Tram Zürich West, das im Dezember 2011 seinen Betrieb aufnahm. Der Platz war aber zu diesem Zeitpunkt noch nicht fertiggestellt. Auch die bestehenden Buslinien nördlich des Bahnhofs werden nach Vollendung ab dem neuen Vulkanplatz verkehren. Das zum Teil brachliegende Gebiet auf der nördlichen Seite des Bahnhofs Altstetten, eingeengt zwischen Bahnareal und der Autobahn A1H/A3 ist eine der grössten zusammenhängenden Baulandreserven im Zürcher Stadtgebiet.
Bereits heute haben sich wichtige nationale und internationale Firmen rund um den Bahnhof Altstetten mit Headquarters, Backoffices und Schulungszentren angesiedelt. Durch eine gezielte Gebietsentwicklung (u. a. Areal WestLink) soll der Standort weiter gefördert werden. Ende September 2008 wurde mit den Abbrucharbeiten der Sika-Gebäude begonnen. Gegen Ende 2009 wird mit dem Bau begonnen werden.

## Sonstiges
Der Bahnhof kam in die Schlagzeilen, als am 5. Dezember 2004 etwa 400 Fans des FC Basel festgenommen wurden, die mit einem Extrazug angereist waren.